# Andrés Barbero
Andrés José Camilo Barbero Crosa (Asunción, 28 luglio 1877 – Buenos Aires, 14 febbraio 1951) è stato un botanico, medico e scienziato paraguaiano.

## Biografia

### Infanzia e studi
Quartogenito di Giovanni (Juan) Barbero, nativo di Perletto (provincia di Cuneo), e Carolina Crosa, nativa di Cairo Montenotte (provincia di Genova).
La coppia si sposò a Asunción il 9 agosto 1871 ed ebbero cinque figli, il terzo dei quali era Andrés José Camilo.
Il padre Barbero, era giunto in Paraguay nel 1869, proprio quando la sanguinosa guerra della triplice alleanza stava volgendo al termine. Austero e diligente, si dedicò alla costruzione e al recupero degli edifici abitativi distrutti durante il conflitto. In tal modo guadagnò una considerevole fortuna, divenendo un importante proprietario terriero di aziende agricole urbane e rurali. Fu tra i fondatori della Società Italiana di Mutuo Soccorso di Asunción.
Nel 1910 acquistò una casa di grande valore nella Avenida España, che si estendeva fino alla via della ferrovia, nell'attuale Calle Gondra.
Andrés Barbero nacque ad Asunción il 28 luglio 1877.
Nel 1898 completò i suoi studi di farmacia e, nel 1903, i suoi studi di Medicina, divenendo così uno dei primi nel Paraguay a laurearsi in tale disciplina.
La sua ricca posizione gli permise di dedicarsi completamente all'insegnamento, inizialmente nel Colegio Nacional e quindi presso la stessa Facoltà di Medicina. Le materie di insegnamento erano la Fisica medica, la Fisiologia e l'Istologia.

### Ricerche ed attività filantropiche
Barbero compì un'intensa attività di ricerca in collaborazione con gli scienziati Emilio Hassler e Moisés Bertoni, cui si aggiunse poi il paraguaiano Teodoro Rojas.
Con questi fondò la Società Scientifica del Paraguay.
Il suo interesse per la Botanica lo condusse alla direzione del Museo di Storia Naturale, divenendo egli stesso il principale finanziatore della Revista Científica del Paraguay.
Procurò i fondi per la costruzione degli immobili, eretti su terreni di sua proprietà, dove sono attivi gli enti da lui fondati: la Cruz Roja (Croce Rossa), l'Instituto del Cáncer, la Società Scientifica, un ospedale pediatrico e un centro oftalmologico.
Costruì un edificio a tre piani nell'angolo tra la Avenida España e Mompox per farne la sede delle istituzioni scientifiche che lì si raggrupparono, con il contributo della Fondazione Barbero. In tale sito si installò anche il Museo di Scienze Naturali, oggi Museo e Biblioteca di Andrés Barbero.
A partire dal 1940 furono create altre istituzioni: la Sociedad Indigenista del Paraguay, la Sociedad Etnográfica del Paraguay, l'Instituto Paraguayo de Investigaciones Históricas, da cui in seguito nacquero la Academia Paraguaya de la Historia e la Sociedad de Cultura Guaraní.
Nel 1941 gli fu conferita la medaglia dell'Ordine Nazionale del Merito con il grado di Grande Ufficiale.

### Vita pubblica
Barbero svolse vari ruoli e incarichi pubblici. In particolare:
- fu Direttore del Dipartimento Chimico Municipale;
- lavorò presso l'Istituto Nazionale di Batteriologia con il dottore Miguel Elmassian;
- fu Decano pro tempore della Facoltà di Medicina (1905);
- fu Direttore dell'Assistenza Pubblica;
- fu consigliere della Banca dell'Agricoltura (Banco Agrícola) (1912);
- fondò la Lega Paraguaiana contro la Tubercolosi (Liga Paraguaya Antituberculosa) (1919);
- fu sindaco di Asunción fino al 1921;
- fu Presidente della Prima Conferenza Panamericana della Cruz Roja (1923);
- fondò la Cruz Roja Paraguaya per l'attività straordinaria durante la Guerra del Chaco, il cui ospedale fu inaugurato nel 1937;
- creò la Scuola di Ostetricia presso la Cruz Roja;
- fu Ministro pro tempore del Tesoro durante il governo del doctor Félix Paiva (1938);

Andrés Barbero ereditò da suo padre la propensione al lavoro e i valori dell'amministratore geloso dei suoi beni.

### Morte
Barbero morì il 14 febbraio 1951 celibe e senza eredi. Alla sua morte il governo paraguaiano decretò il lutto nazionale nel giorno del suo funerale.
Le sorelle Barbero lasciarono tutti i suoi beni alla Fundación La Piedad, creata in onore del suo benefattore esemplare.
Questa istituzione permette di mantenere operative le diverse associazioni che riuniscono gli uomini che cercano di migliorare le condizioni sociali e culturali della cittadinanza, al fine di garantire un ricordo perenne dello spirito umanitario e solidale del suo creatore.

### Onorificenze
A Asunción, nel punto di incontro della avenida Artigas e della calle Brasil, si innalza un modesto monumento che ricorda la figura del dottor Barbero.
In suo onore è stata così chiamata la specie delle Asclepiadaceae Oxypetalum barberoanum T.Mey..